# TT MD-Tn
De MD-Tn ook wel Minuetto genoemd is een driedelig diesel treinstel met lagevloerdeel voor het regionaal personenvervoer van de Trentino Trasporti Spa (TT).

## Geschiedenis
De trein, ontworpen door Giugiaro, werd gebouwd door Alstom in haar Italiaanse fabrieken ex Fiat Ferroviaria, Savigliano, Sesto San Giovanni en Colleferro. De Minuetto is gebaseerd op modulaire systeem LINT, een patent van het  Franse bedrijf Alstom. De treinen vervangen de oudere treinen.

## Constructie en techniek
Het treinstel is opgebouwd uit een aluminium frame met een frontdeel van GVK. Het treinstel heeft een lagevloerdeel. Deze treinstellen kunnen tot drie stuks gecombineerd rijden. De treinstellen zijn uitgerust met luchtvering.
Het treinstel is is uitgerust met twee IVECO V8-dieselmotor van het type FVQE 28. Deze dieselmotor is afgeleid van de serie Vector. De motoren hebben een cilinder inhoud van 20 liter en zijn voorzien van een common-rail inspuitsysteem. De motoren voldoen aan de Euro 3 norm. Dezelfde motor wordt gebruikt voor de Deense IC2 / IC4 van AnsaldoBreda en komt uit de wereld van tanks en zwaar transport.
De transmissie is en hydromechanica model T 212 bre van Voith met hydrodynamica remmen.

## Treindiensten
De treinen worden door Trentino Trasporti Spa op het volgende traject ingezet.
- Trento - Venezia